# Джинса
Джинса́ — журналистский термин, подразумевающий умышленное размещение скрытой рекламы или антирекламы под видом авторского материала.
Среди преимуществ скрытой рекламы: массовая аудитория, на которую она рассчитана, повышение ценности бренда, её лучше запоминают зрители.

## История
Есть предположение, что корни термина «джинса» идут из советского времени. Тогда существовало понятие «фарцовка», у фарцовщиков самым популярным товаром были джинсы, а на телевидении ходовой товар — реклама.

## Значение
Существует несколько видов классификации джинсы.
Так, журналист украинского интернет-издания «Телекритика» и ведущий ток-шоу «Громадська хвиля» на радиостанции «Громадське радіо» Андрей Сайчук в рамках политической джинсы выделяет следующие материалы:
- Статьи или сюжеты, созданные при участии пресс-служб политических партий и политиков. В материале расставлены нужные заказчику акценты;
- Обнародование социологических исследований, отличающихся от других соцопросов в пользу конкретной политической силы (сознательное завышение или занижение рейтингов, фальсификация данных);
- Публикация малоизвестных авторов под видом аналитиков;
- Публикация обращений населения, работников;
- Размещение платных комментариев в интернете.

Коммерческая джинса:
- Рекламный текст;
- Имитация новостей или телевизионных репортажей;
- Визуальная скрытая реклама на телевидении.

В свою очередь журналист «Openspace» Полина Быховская по степени законности выделяет следующие:
- Белая (легальная) — функционирует на основе спонсорских договоров и информационного сотрудничества.
- Чёрная — подкуп редакции и сотрудников. В свою очередь подразделяется на:
  - Корпоративную — размещение материалов через рекламный отдел.
  - Пассивную (блокинг) — специальные люди в редакции следят за отсутствием публикаций на нежелательные темы.
  - Персонифицированную — публикации идут через конкретного журналиста.

## В России
В 2001 году PR-агентство Promaco PR/CMA заявило, что с целью «заставить издания изменить свою корпоративную политику» потратило 15 700 $ на размещение джинсы в виде поддельного пресс-релиза о предстоящем открытии большого магазина дорогостоящей электроники «Светофор» в 13 изданиях — газетах АИФ-Москва (приложение к газете «Аргументы и факты»), «Вечерняя Москва», «Время МН», «Время новостей», «Комсомольская правда», «Московский комсомолец», «Новые известия», «Независимая газета», «Общая газета», «Российская газета», «Трибуна», «Экономика и жизнь» и журнале «Профиль». По утверждению Promaco PR/CMA, самыми низкими оказались расценки в «Трибуне» (3859 руб. 65 коп.) и «Вечерней Москве» (6000 руб.), в то время как самыми высокими — в «Российской газете» (57 320 руб., или почти 2000 $) и в «Профиле» (1732 $). Остальным изданиям, как заявляет PR-агентство, оно заплатило по 500—800 $. Отдельно Promaco было отмечено, что другим восьми изданиям, в их числе газете «Ведомости», также были отправлены поддельные пресс-релизы, но ничего опубликовано не было, а также что единственным изданием, которое опубликовало материал бесплатно, стала газета «Клиент», входящая в ИД «Коммерсантъ». В свою очередь, журналист «Ведомостей» Елена Евстигнеева и Сергей Рыбак отметили, что сложно судить, насколько «справедливы обвинения в продажности, выдвигаемые Promaco в адрес СМИ», поскольку «в „Новых известиях“ и „Времени новостей“, например, утверждают, что платные тексты о магазине „Светофор“ были оформлены иначе, чем оформляются в этих газетах редакционные статьи», а «споры между Promaco и газетами будут разрешаться в рамках разбирательств, которые агентство надеется инициировать в МАПе»..
Согласно расследованию журналистов интернет-издания Meduza Евгения Берга и Дениса Дмитриева, в период выборов 2011 и 2012 года работавшая в центральном исполнительном комитете Единой России группа авторов смогла разместить 250 статей в полутора десятках интернет- и печатных ресурсов. Творчество было посвящено позитивной оценке деятельности ЕР и президента Дмитрия Медведева с критикой политической оппозиции
В 2012 году вице-президент Гильдии издателей периодической печати Василий Гатов в интервью интернет-изданию Openspace оценивал рынок джинсы в федеральных изданиях в 130 млн долл. (10 % от рекламного рынка). При этом он указывал, что политическая «джинса» оплачивается легальным способом в качестве «договоров об информационном сотрудничестве». По его мнению, ведущими СМИ на рынке «джинсы» являются «Комсомольская правда», «Московский комсомолец» и «Аргументы и факты»
Журналист «Openspace» Полина Быховская в том же году опубликовала прейскурант на коммерческие услуги журналистов, согласно которому, в «Аргументах недели» 1/2 полосы формата А3 стоят 8 тыс. $, «Независимой газете» 1/4 полосы формата D2 — 7,5 тыс. $ (позитив), до 11,25 тыс. $ (негатив), в «Московском комсомольце» 1/8 полосы формата А2 стоит 13 тыс. $, в «Новой газете» 1/2 полосы формата А3 — 10,5 тыс. $, а в «РБК daily» — 1/2 полосы — 12,5 тыс. $. При этом она отметила, что газеты «Коммерсантъ» и «Ведомости» «принципиально не публикуют „джинсу“, заботясь о своей репутации», хотя и указывает, что «это не значит, что нельзя попытаться купить самих журналистов», приводя утверждение одного из бывших сотрудников «Коммерсанта», по словам которого, размещение заказного материала на первой полосе стоит от 30 тыс. $, в то время как на тематической полосе — от 5 тыс. $
Согласно публикациям хакерской группы Анонимный интернационал, размещение заказных статей в 2010-х годах активно применяли чиновники:
- Сотрудник администрации президента Тимур Прокопенко занимался размещением заказных материалов негативного характера об Алексее Навальном и его соратниках. В переписке с ним бывшая активистка движения Наши Кристина Потупчик докладывала о выходе конкретных материалов в СМИ и «отработке» новостных сюжетов.
- В переписке помощницы главы Департамента строительства Министерства обороны России Ксении Большаковой обсуждались расценки на публикацию заказных материалов и информационная кампания против Спецстроя через газету «Коммерсант».
- Материалы московской мэрии под видом редакционных на коммерческой основе публиковал ряд городских и федеральных газет.

В 2022 году было два резонансных эпизода с джинсой, связанный с телеграм-каналами:
- В августе публиковавшаяся на сайте журналистка и администратор Telegram-канала «Адские бабки» Александра Баязитова была задержана по статье за вымогательство. Официально фабула дела не раскрывалась, но провластный Telegram-канал «ВЧК-ОГПУ» поставил задержание Баязитовой в ряд с серией задержаний администраторов Telegram-каналов «Сканер», Riddle и «Финансовый караульный», которые якобы входили в одну сеть и занимались дискредитацией российского ВПК, финансовой и политической системы, а дело о вымогательстве (в виде платных «блоков» на негатив) якобы связано с «Ростехом»[11].

Согласно обвинению, у каждой из обвиняемых был свой канал финансово-экономической направленности: «Адские бабки» у Александры Баязитовой, «Финансовый караульный» у Ольги Архаровой и «Небрехня» у Инны Чуриловой, который она потом продала. Баязитова выполняла функции корреспондента и главного редактора, менеджеры Архарова и Чурилова подыскивали клиентов, готовых оплатить заложенную в публикации скрытую рекламу или антирекламу. С 2019 года обвиняемые начали разыскивать компромат на бизнесменов и банкиров, а их клиенты стали оплачивать так называемые блоки, гарантирующие неупоминание каналом той или иной персоны либо компании.
Зимой 2022 года главред «Адских бабок» и «Финансового караульного» Баязитова заинтересовалась биографией старшего вице-президента ПСБ Александра Ушакова, которого в 2006 году приговорили к 4,5 года тюрьмы и штрафу в 550 тыс. рублей за незаконную банковскую деятельность и подделку документов, но позднее суд погасил судимость. Чурилова и Баязитова договорились о снятии с канала двух уже написанных заметок за 70 тыс. рублей и установке месячного блока на Ушакова за 350 тыс. рублей. В июле помощнице банкира напомнили о скором окончании срока блокировки и предложили продлить договор на тех же условиях — и снизить цену до 300 тыс. рублей. В этот же день банкир обратился с заявлением в УВД Юго-Восточного округа Москвы. На допросах обвиняемые дали подробные показания, подчеркнула защита. Заявления Инны Чуриловой и Ольги Архаровой о признании вины, прозвучавшие на процессе в Кузьминском райсуде, адвокат Федулова назвала следствием их правовой безграмотности.
- в октябре по делу о вымогательстве был задержан коммерческий директор телеграм-канала Ксении Собчак «Осторожно Media» Кирилл Суханов, который согласно телеграм-каналам предлагал блок на негатив[13]

## На Украине
Осенью 2018 года, на фоне грядущих выборов президента и парламента исполнительный директор Института массовой информации (ИМИ) Оксана Романюк общественная организация «Институт массовой информации» (ИММ) при поддержке программы «У-Медиа» (проект Internews, осуществляемый при поддержке Агентства США по международному развитию) во время заседания круглого стола в информационном агентстве «Укринформ» сообщила, что мониторинг ИММ зафиксировал рекордный за пять лет изучения уровень джинсовых публикаций. Так, к началу третьего квартала этого года в среднем в исследуемых 10 СМИ (УНИАН, «Обозреватель», «Цензор.нет», 112.ua, Страна.ua, ТСН.ua, Корреспондент.net, «Украинская правда», Ліга.net, «Укринформ») фиксировалось 69 подобных материалов, в то время как в третьем квартале их было 159. Чаще всего материалы с признаками джинсы размещали УНИАН и «Обозреватель», в то время как её не удалось выявить в лентах новостей изданий «Ліга.net», «Украинская правда» и «Укринформ», хотя и было отмечено, что на «Укринформ» и «Ліга.net» встречались материалы, содержащие ненадлежащую маркировку. По мнению Романюк, это связано с тем, что на медиа-рынке сложная экономическая ситуация, возрастает давление владельцев на медиа, что в свою очередь влияет на качество.